# Krüzsely Gábor
Krüzsely Gábor (Ungvár, 1972. szeptember 23. –) kárpátaljai magyar festő- és grafikusművész.

## Élete és művészete
Krüzsely Károly és Kovács Veronika második gyermekeként született. Egerben él. 1989-ben érettségizett az ungvári Zalka Máté Középiskolában. Első rajztanára Leitereg Miklós volt. 1995-ben rajztanári diplomát, majd 1998-ban vizuális kommunikációs diplomát szerzett Egerben, az Eszterházy Károly Tanárképző Főiskolán, ahol jeles festőművészek: Földi Péter és Nagy B. István voltak a mesterei. Főiskolai évei alatt utcai portrérajzolóként kereste kenyerét, ami által nemcsak rengeteg gyakorlásra volt lehetősége, hanem közismert személyiségévé vált Egernek. 1992-től számos rangos kiállításon vett részt. Az Ar2day Gallery művészi körének tagja.
Krüzsely Gábor stílusa letisztult, festményeit nézegetve lehet kapcsolódási pontokat keresni a nagy példaképekkel. Képein fel-ismerhetjük az élet mozgatórugóit, melyeket kellő komolysággal és néha iróniával áthatva tár elénk. Gyorsan és lendületesen dolgozik, ezért vízbázisú festékeket használ, mint például az akril.
Kezdetben egy a mai napig sajátos és egyedi technikával készítette képeit. Ez egy rézkarchoz hasonló technika volt, üvegképeket csinált. Az üvegre füstréteget vitt fel, amit vékony tűvel kikarmolt. Az üvegfestés korlátait felismerve, felhagyott vele és újra vászonra kezdett el dolgozni.
Szín- és formavilága jellegzetes, képei figurái egy látható hálón táncolnak, ölelnek, sportolnak, keresik egymáshoz a kapcsolatot, élvezik az életet. A művész e hajlítható térhálóra fűzi fel a hangulatait, érzéseit és így vándorol térben és időben. Témáinak hajlításaival és súlypontjainak kiemelésével ad hangsúlyt. Az egyetemességbe vetett hite szorosan összefügg az egyensúllyal.

## Külső hivatkozások
- https://web.archive.org/web/20120216175206/http://www.kruzsely.hu/
- https://web.archive.org/web/20180117012132/http://ar2daygallery.com/
- https://web.archive.org/web/20160305141624/http://www.heol.hu/heves/kultura/kruzsely-gabor-meghoditotta-budapestet-425827
- https://web.archive.org/web/20120131141003/http://www.heol.hu/heves/kultura/mar-megint-kikukucskal-kruzsely-gabor-425094
- https://www.youtube.com/watch?v=Y-c8OITSuC0